# Quinzet
Un quinzet era el nom que es donava al País Valencià al ral d'argent castellà que al segle xvii corria amb un valor de quinze diners del país, i al segle xix al ral de billó castellà. Des del 1925 fins al 1937, era una moneda de 25 cèntims.